# Pedrococcus tinahulanus
Pedrococcus tinahulanus är en insektsart som beskrevs av Williams 1960. Pedrococcus tinahulanus ingår i släktet Pedrococcus och familjen ullsköldlöss. Inga underarter finns listade i Catalogue of Life.